# Niszczyciele typu 1936A
Niszczyciele Typ 1936A – seria niemieckich wielkich niszczycieli z okresu II wojny światowej, składająca się z 15 okrętów, nazywana też nieoficjalnie typem Narvik.

## Historia rozwoju
Po zbudowaniu pierwszych po I wojnie światowej niszczycieli dla Kriegsmarine, typu 1934/1934A, okazało się, że mają one pewne wady, przede wszystkim słabą dzielność morską i zawodne siłownie. Częściowo zdołano je usunąć na (rozwiniętym z nich) nieco powiększonym typie 1936, którego zbudowano jedynie 6 okrętów. Kolejnym typem niszczyciela miał być wielki niszczyciel typu 1937, przewidziany do oceanicznych działań w charakterze rajdera, dlatego miał dysponować wyjątkowo silnym uzbrojeniem z 6 dział 150 mm i dużym zasięgiem. Z powodu problemów wynikłych przy projektowaniu, w 1938 projekt niszczyciela typu 1937 jednak zarzucono na korzyść bardziej uniwersalnych okrętów powstałych z rozwinięcia typu 1936, oznaczonych jako Typ 1936A (lub Typ 36A).
Główną zmianą w stosunku do typu 1936 miało być zastosowanie 5 dział „krążowniczego” kalibru 149 mm zamiast 128 mm (nominalnie kaliber był oznaczony jako 15 cm, stąd często cytowany jest jako 150 mm). Kaliber ten zastosowano w celu skompensowania mniejszej liczebności niszczycieli (w porównaniu z Francją i Wielką Brytanią) przez przewagę ogniową, w tym nad francuskimi wielkimi niszczycielami uzbrojonymi w działa 138 mm, a także w pewnym stopniu w celu zastąpienia lekkich krążowników, których Niemcy mieli niewiele. W ślad za wzmocnieniem uzbrojenia poszła konieczność nieznacznego zwiększenia wymiarów i wyporności okrętów. 23 kwietnia 1938 zamówiono 8 okrętów tego typu.
Budowę pierwszego niszczyciela typu 1936A, oznaczonego Z-23 rozpoczęto 15 listopada 1938, wodowano go 15 grudnia 1939, a do służby wszedł 14 września 1940. Dalsze siedem jednostek o numerach Z-24 – Z-30 weszło do służby w latach 1940–1941. Początkowo były one uzbrojone w 4 działa 149 mm, później zwiększano ilość dział do pierwotnie planowanych 5.
Po zamówieniu serii 8 jednostek typu 1936A planowano zbudować serię mniejszych i tańszych okrętów typu 1938B, uzbrojonych w 4 działa 128 mm. Jednakże w związku z budową nowych silnych niszczycieli brytyjskich i francuskich, uzbrojonych w 6 dział podobnego kalibru, niemiecka marynarka zrezygnowała z projektu typu 1938B i zdecydowała kontynuować budowę dużych niszczycieli typu 1936A. 19 września 1939 rząd niemiecki zamówił 10 niszczycieli: Z-31 – Z-40, określonych z powodu zamówienia ze środków mobilizacyjnych jako Typ 1936A(Mob) (lub Typ 36A(Mob)). Okręty te nie różniły się zasadniczo od typu 1936A, poza pewnymi uproszczeniami technologicznymi na skutek wymogów wojennej budowy. Później zamówienie rozszerzono o okręty Z-41 – Z-47, lecz w 1941 zrezygnowano z budowy okrętów Z-40 – Z-42. Budowa niszczycieli przeciągała się z powodu utrudnień wojennych i deficytów materiałów. Ostatecznie jako typ 1936A(Mob) ukończono 7 jednostek, o numerach: Z-31 – Z-34 i Z-37 – Z-39, których budowę rozpoczęto w latach 1940–1941 i ukończono w latach 1942–1943.
Dalsze rozpoczęte okręty Z-35, Z-36, Z-43 ukończono już według zmodyfikowanego typu 1936B, różniącego się głównie powrotem do lżejszych i łatwiejszych w obsłudze dział 127 mm. Z-44 i Z-45 planowano ukończyć według typu 1936B, a Z-46 i Z-47 według ulepszonego typu 1936C, lecz nie ukończono ich budowy.
| Numer          | Rozpoczęcie budowy | Data wodowania | Wejście do służby | Los                                    |
| Typ 1936A      | Typ 1936A          | Typ 1936A      | Typ 1936A         | Typ 1936A                              |
| -------------- | ------------------ | -------------- | ----------------- | -------------------------------------- |
| Z-23           | 15.11.1938         | 15.12.1939     | 14.09.1940        | wycofany 20.08.1944                    |
| Z-24           | 02.01.1939         | 07.03.1940     | 23.10.1940        | zatopiony 24.08.1944                   |
| Z-25           | 15.02.1939         | 16.03.1940     | 30.11.1940        | → Wielka Brytania → Francja, złom 1958 |
| Z-26           | 01.04.1939         | 02.04.1940     | 11.01.1941        | zatopiony 29.03.1942                   |
| Z27            | 27.12.1939         | 01.08.1940     | 26.02.1941        | zatopiony 28.12.1943                   |
| Z-28           | 30.11.1939         | 20.08.1940     | 09.08.1941        | zatopiony 06.03.1945                   |
| Z29            | 21.03.1940         | 15.10.1940     | 09.07.1941        | → USA, zatop.16.12.1946                |
| Z-30           | 15.04.1940         | 08.12.1940     | 15.11.1941        | → Wielka Brytania, złom 1948           |
| Typ 1936A(Mob) |                    |                |                   |                                        |
| Z-31           | 01.09.1940         | 15.05.1941     | 11.04.1942        | → Wielka Brytania → Francja, złom 1958 |
| Z-32           | 01.11.1940         | 15.08.1941     | 15.09.1942        | zatopiony 09.06.1944                   |
| Z-33           | 22.12.1940         | 15.09.1941     | 06.02.1943        | → ZSRR w 1945, zatop.1961              |
| Z-34           | 15.01.1941         | 05.05.1942     | 05.06.1943        | → USA, zatop.26.03.1946                |
| Z-37           | 02.01.1940         | 24.02.1941     | 16.07.1942        | wycofany 20.08.1944                    |
| Z-38           | 15.04.1940         | 05.08.1941     | 20.03.1943        | → Wielka Brytania, złom.1950           |
| Z-39           | 15.08.1940         | 02.12.1941     | 21.08.1943        | → USA → Francja, złom 1958             |

Wszystkie okręty zostały zbudowane w stoczni Deschimag w Bremie, poza Z-37, Z-38, Z-39 zbudowanymi w Krupp Germaniawerft w Kilonii. Ich koszt budowy wynosił po ok. 13 175 000 Reichsmark.
W odróżnieniu od niszczycieli typów 1934/1934A i 1936, niszczyciele typu 1936A nie miały nadanych nazw, jedynie numery (powrót do tradycji z I wojny światowej). Po utracie 10 niszczycieli typów 1934/1934A i 1936 pod Narwikiem w kwietniu 1940, planowano nadanie nowym niszczycielom ich nazw, pochodzących od nazwisk niemieckich oficerów z okresu I wojny światowej: Z-24 – „Georg Thiele”, Z-25 – „Hans Ludemann”, Z-26 – „Anton Schmitt”, Z-27 – „Erich Giese”, Z-28 – „Wilhelm Heidkamp”, Z-29 – „Bernd von Arnim”, Z-30 – „Wolfgang Zenker”, Z-33 – „Diether von Roeder”, Z-34 – „Erich Koellner”, Z-37 – „Hermann Kunne”. Ostatecznie jednak Hitler nie zdecydował podpisać rozkazu. Mimo to, cała flotylla nowych niszczycieli otrzymała nazwę „Narvik” i półoficjalnie dziedziczyły one tradycje zatopionych okrętów. Z-23 później przejął nieoficjalnie tradycje niszczyciela „Hermann Schoemann”.

## Opis konstrukcji i ocena

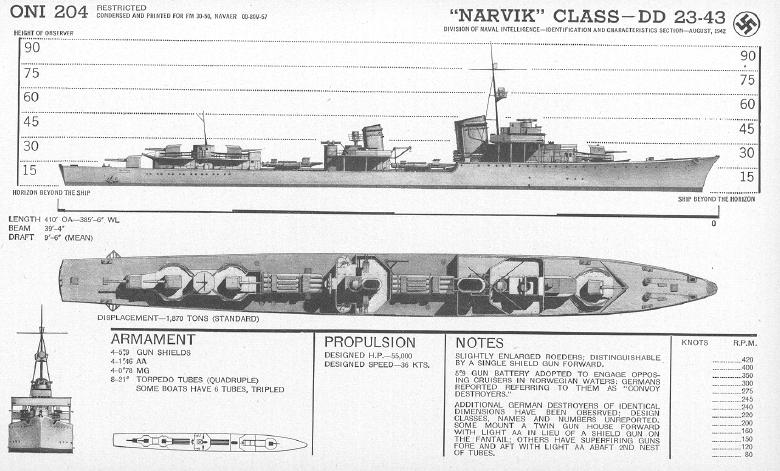
Przybliżony szkic niszczyciela typu 1936A (z pojedynczym działem na dziobie)

Niszczyciele typu 1936 miały architekturę typową dla niszczycieli, z podniesionym pokładem dziobowym na ok. 40% długości kadłuba. Kadłub dzielił się poprzecznie na 15 przedziałów wodoszczelnych. Okręty miały trzy kotłownie i dwie maszynownie na śródokręciu w układzie liniowym. Wprawdzie nie zastosowano układu przemiennego siłowni, lecz w celu zwiększenia odporności na uszkodzenia, były one przedzielone innymi przedziałami (od dziobu: kotłownia, kotłownia, przedział kotła pomocniczego, kotłownia, maszynownia, przedział mechanizmów pomocniczych, maszynownia). Spaliny z kotłowni były odprowadzane przez dwa kominy. Główną różnicę wizualną między oboma podtypami stanowił wyższy kołpak na przednim kominie w typie 36A(Mob). Sama siłownia pozostała taka, jak w typie 1936, lecz na skutek ulepszeń i zwiększonego zapasu paliwa, zwiększył się zasięg okrętów. Mimo większych rozmiarów, uzyskiwana prędkość była niewiele niższa – 36-37 węzłów na próbach, w warunkach bojowych ok. 35 w (prędkość ta nieco spadła po wyposażeniu okrętów w wieżę działową).
Niszczyciele typu 36A były jednymi z największych przedwojennych jednostek tej klasy, dzięki czemu, w połączeniu ze sprawnym systemem przeciwawaryjnym, ich zaletą była duża żywotność. Mimo poprawy własności morskich w stosunku do okrętów wcześniejszych typów, w dalszym ciągu okręty zarywały dziobem w fale i pokład był zalewany wodą, zwłaszcza po zainstalowaniu wieży działowej i w trudnych warunkach na północy. Polepszyła się natomiast manewrowość dzięki zastosowaniu dwóch sterów.
Główną cechą wyróżniającą okręty było silne uzbrojenie artyleryjskie, składające się z 4 lub 5 dział nietypowego dla niszczycieli kalibru 15 cm (faktycznie 149,1 mm). Według projektu, rozmieszczone były one w dwudziałowej wieży na dziobie i trzech pojedynczych stanowiskach na rufie (jedno na pokładzie, dwa na nadbudówce rufowej, w osi wzdłużnej okrętu). Ponieważ konstrukcja wieży nie była początkowo gotowa, okręty typu 1936A oraz pierwszy typu 1936A(Mob) – Z-31, weszły do służby uzbrojone w 4 działa 149 mm, z pojedynczym działem na dziobie. Dopiero od 1942 były one modernizowane przez zastosowanie wieży na dziobie (Z-23, Z-24, Z-25 – 1942, Z-29 – 1945, Z-31 – 1944), lecz Z-26, Z-27, Z-28 i Z-30 jej nie otrzymały i do końca służby pozostały z 4 działami. Pomysł umieszczenia dziobowych dział w wieży nie był jednak udany, gdyż zastosowanie ciężkiej wieży (60 t) pogorszyło własności morskie, ponadto jej instalacja elektryczna była awaryjna i ulegała zwarciom od wody, co wyłączało wieżę z akcji. Również zastosowanie dział kalibru 149 mm na niszczycielach nie spełniło oczekiwań związanych ze zwiększeniem siły ognia (okręty tej wielkości nie stanowiły stabilnej platformy dla uzbrojenia, zwłaszcza przy złej pogodzie; szybkostrzelność była niska), dlatego też w kolejnym typie 1936B powrócono do lżejszych dział 128 mm. Jak na niszczyciele, zapas amunicji był stosunkowo mały – 120 pocisków na działo (pozostał on jednak taki sam, jak na poprzednich typach niemieckich niszczycieli, z działami mniejszego kalibru) oraz 80 pocisków oświetlających na okręt. Działa były chronione pancernymi maskami przeciwodłamkowymi grubości 6–10 mm, a wieża pancerzem 15–30 mm.
Niszczyciele dysponowały także stosunkowo silnym uzbrojeniem przeciwlotniczym, w formie dwóch podwójnie sprzężonych półautomatycznych działek 37 mm C/30 na platformach po obu stronach drugiego komina oraz 5 pojedynczych działek 20 mm. W toku wojny jednak szybko stało się ono niewystarczające i było dodatkowo zwiększane. W 1942 niszczyciele typu 1936A otrzymały poczwórnie sprzężone działko 20 mm (Flakvierling) na dachu nadbudówki rufowej, a później drugie takie działko na piętrze nadbudówki dziobowej przed mostkiem, za dziobowym działem (na Z-28 – dwa pojedyncze). Okręty typu 1936A(Mob) od początku miały dwa poczwórne działka 20 mm i 2–4 pojedynczych. Począwszy od końca 1944 na większości okrętów wzmocniono uzbrojenie plot według programu „Barbara” do maksymalnie 10 działek 37 mm nowego typu (automatycznych) i 16 działek 20 mm, w różnych konfiguracjach, przy tym na Z-25, Z-29, Z-39 dokonano tego kosztem zdjęcia armaty nr 3. Podobnie jak w poprzednich typach, silne było również uzbrojenie torpedowe; oprócz ośmiu wyrzutni dodatkowo okręty zabierały maksymalnie do ośmiu torped zapasowych, co nie było powszechnie spotykane na niszczycielach.
Niszczyciel Z-28 odróżniał się od pozostałych, gdyż został ukończony jako okręt flagowy Dowódcy Niszczycieli (Führer der Zerstörer, FdZ). Na rufie w miejsce działa nr 2 zbudowano nadbudówkę z pomieszczeniami sztabowymi, pozostawiając dwa działa, lecz za to na dziobie zamontowano dwa pojedyncze działa 150 mm, w dwóch poziomach, podobnie jak na niszczycielach typu 1936. Przy okazji takie ukompletowanie wpłynęło korzystnie na jego własności morskie.

## Służba

### Początek działań
Okręty typu 1936A zaczęły wchodzić do służby od 1940. W grudniu 1940 sformowano z nich 8. Flotyllę Niszczycieli, pod dowództwem komandora Gottfrieda Poenitza, która otrzymała nazwę „Narvik”. Początkowo były używane głównie do eskorty na Morzu Północnym ciężkich okrętów wypływających lub powracających z rejsów rajderskich. Od czerwca do października 1941, Z-23 i Z-24 służyły w zachodniej Francji. Po ataku na ZSRR, Z-25, Z-26, Z-27 wchodziły przejściowo do września 1941 w skład północnej grupy Floty Bałtyckiej, sformowanej doraźnie na wypadek próby przedarcia się radzieckiej floty z Leningradu.
W grudniu 1941 8. Flotyllę w składzie 5 niszczycieli Z-23 – Z-27 przebazowano do północnej Norwegii w celu działań przeciwko ZSRR w Arktyce, w miejsce 6. Flotylli (niszczycieli typu 34/34A). Pierwszą akcją był rajd na Morze Białe przeciw konwojowi PQ-6 16–17 grudnia, zakończony jedynie lekkim uszkodzeniem brytyjskiego trałowca HMS „Speedy”. 13–14 stycznia 1942 Z-23, Z-24, Z-25 stawiały miny na Morzu Białym, jednakże pod koniec stycznia flotylla powróciła do Niemiec.
12 lutego 1942 Z-25 i nowo ukończony Z-29 wzięły udział w operacji Cerberus (osłonie przebicia się przez kanał La Manche z Brestu pancerników „Scharnhorst” i „Gneisenau”), podczas której Z-29 przez pewien czas służył jako okręt flagowy wiceadm. Otto Ciliaxa i został uszkodzony na skutek wybuchu pocisku 149 mm w lufie.
Pod koniec marca 1942 Z-24, Z-25, Z-26 ponownie przebazowano na północ Norwegii, w celu zwalczania konwojów alianckich do ZSRR jako grupę niszczycieli „Arktika”. Już 29 marca 1942 wzięły udział w akcji przeciw konwojowi PQ-13, podczas której Z-26 zatopił jeden statek, lecz sam następnie został zatopiony w walce z brytyjskim krążownikiem lekkim HMS „Trinidad” i niszczycielem HMS „Eclipse”. 1 maja 1942 niszczyciele wzięły udział w akcji przeciw konwojowi QP-11, topiąc jeden statek, a 2 maja Z-24 dobił torpedą uszkodzony brytyjski krążownik HMS „Edinburgh”, przy tym Z-25 odniósł niewielkie uszkodzenia. W lecie do Norwegii dotarły także Z-23 i Z-27 – Z-30. Brały udział w operacji przeciw konwojowi PQ-17, ale bez sukcesów. We wrześniu i październiku niszczyciele głównie zaangażowane były w stawianie min. Podczas operacji Hoffnung 7 listopada 1942, Z-27 zatopił radziecki patrolowiec SKR-23 i tankowiec „Donbass”. W tym czasie, Z-23, Z-24, Z-25, Z-27, Z-28 wycofano z Norwegii, przebazowano tam natomiast nowy Z-31. Niszczyciele Z-29, Z-30 i Z-31 wzięły udział w operacji Regenbogen przeciw konwojowi JW 51B 31 grudnia 1942, zakończonej bitwą na Morzu Barentsa, lecz nie brały istotnego udziału w starciu. Z-29 i Z-30 następnie wycofano z Arktyki, a Z-31 wziął jeszcze udział w akcji minowania 6–7 lutego 1943.

### Działania na wodach Francji
W marcu 1943 8. Flotyllę w składzie Z-23, Z-24, Z-32, Z-37, pod dowództwem komandora Hansa Erdmengera przebazowano na zachód Francji, dla eskortowania w Zatoce Biskajskiej wychodzących na Atlantyk okrętów podwodnych i statków przerywających blokadę, głównie przed atakami brytyjskiego lotnictwa. W listopadzie 1943 do flotylli dołączył Z-27. 28 grudnia 1943 doszło do boju spotkaniowego w Zatoce Biskajskiej wszystkich 5 niszczycieli oraz 6 torpedowców niemieckich z dwoma lekkimi krążownikami alianckimi HMS „Glasgow” i „Enterprise”, podczas którego, mimo niemieckiej przewagi liczebnej i ogniowej, w trudnych warunkach atmosferycznych, alianci zatopili bez strat Z-27 wraz z dowództwem flotylli oraz torpedowce T-25 i T-26. 30 stycznia 1944 Z-37 został ciężko uszkodzony w kolizji z Z-32 i skierowany na remont do Bordeaux, a 12 sierpnia Z-23 został uszkodzony podczas nalotu brytyjskiego w trakcie remontu w La Pallice. Na skutek postępów wojsk alianckich, nie zdołano zakończyć ich remontu i Z-23 oraz Z-37 zostały 20 sierpnia 1944 skreślone z listy floty (Z-37 został wysadzony w stoczni).
W czerwcu 1944 w składzie 8. Flotylli pozostały tylko Z-32, Z-24 oraz niszczyciel ZH1 i torpedowiec T-24, które zostały wysłane w celu atakowania floty inwazyjnej. W nocy na 9 czerwca 1944 doszło do bitwy 8. Flotylli pod Ushant z ośmioma niszczycielami brytyjskiej 10. Flotylli (w tym polskie OORP „Błyskawica” i „Piorun”). W toku bitwy, Z-32 został ciężko uszkodzony i zmuszony do samozatopienia na mieliźnie, a Z-24 został uszkodzony przez niszczyciele HMS „Tartar” i „Ashanti” i HMCS „Haida” i „Huron”, przy czym „Tartar” został uszkodzony przez Z-32. Z-24 został 14 sierpnia 1944 lekko uszkodzony, a 24 sierpnia 1944 zatopiony przez samoloty Bristol Beaufighter 236. dywizjonu RAF i 404. dywizjonu RCAF u ujścia Żyrondy.

### Dalsze działania w Arktyce
W 1943 niszczyciele niemieckie powróciły do Arktyki. Oprócz pozostającego tam Z-31, od marca do lipca 1943 przebazowano do Altenfiordu Z-25, Z-27, Z-28, Z-29, Z-30 i Z-33, tworząc 4. Flotyllę. W sierpniu wycofano stamtąd na remont Z-28, uszkodzony podczas nalotu 24 lipca, a we wrześniu wycofano Z-25. Flota niemiecka w Norwegii wykazywała jednak w tym okresie niską aktywność. 8 września 1943 wszystkie pięć niszczycieli zostało użytych w operacji Zitronella – rajdzie niemieckich pancerników na Spitsbergen, podczas którego Z-29, Z-31 i Z-33 odniosły niewielkie uszkodzenia od ognia z brzegu. W listopadzie do Norwegii skierowano Z-34 i Z-38, a wycofano Z-27 i Z-31. W grudniu niszczyciele wzięły udział w początkowej fazie operacji Ostfront – ataku pancernika „Scharnhorst” na konwój JW-55B, lecz na skutek trudności działania w kiepskiej pogodzie, niszczyciele zawróciły (ich brak uznawany jest za jedną z przyczyn zatopienia „Scharnhorsta” w tej operacji przez brytyjskie okręty).
W połowie 1944 wycofano z Norwegii Z-30, a powrócił tam Z-31. 31 lipca 1944 niszczyciele eskortowały pancernik „Tirpitz” podczas ostatniego rejsu szkolnego, a 14 października eskortowały uszkodzonego „Tirpitza” do Tromsø. Aktywność flotylli nieco wzrosła na przełomie 1944 i 1945, lecz bez starć z okrętami. W tym czasie wycofano stamtąd Z-29 na remont i przezbrojenie w Niemczech, nie zakończone do końca wojny oraz zdecydowano przenieść pozostałe niszczyciele na Bałtyk. 28 stycznia 1945 zespół wycofywanych Z-31, Z-34 i Z-38 został przechwycony przez angielskie krążowniki lekkie HMS „Mauritius” i „Diadem” koło Bergen, które uszkodziły Z-31 (remont trwał do marca, zamiast zniszczonej wieży dziobowej otrzymał działo 105 mm). 7 lutego Z-33 uszkodził dno na skale podwodnej, po czym, po prowizorycznym remoncie został przebazowany 2 kwietnia do Świnoujścia, później do Cuxhaven, lecz nie był zdatny do dalszej walki.

### Służba na Bałtyku
Od lutego 1944 niszczyciele Z-25, Z-28, Z-39, wraz z Z-35 i T-30 działały w składzie 6. Flotylli na Bałtyku, bazując w Tallinnie i Paldiski, później w Rydze. Od marca 1944 kilkakrotnie stawiały miny i ostrzeliwały pozycje wojsk radzieckich. 23 czerwca Z-39 został uszkodzony przez radziecki samolot A-20 i wycofany na długotrwały remont. 17 września 1944 flotylla przebazowała do Gdyni; w tym czasie osłaniała ewakuację wojsk niemieckich z Finlandii. Od października niszczyciele wraz z ciężkimi krążownikami głównie ostrzeliwały podchodzące wojska radzieckie. 24 października 1944 radzieckie samoloty Ił-2 uszkodziły koło półwyspu Sõrve Z-28, który został odesłany na remont. W tym czasie, 20 października Z-30 został uszkodzony na minie magnetycznej w Oslofjordzie w Norwegii i nie został wyremontowany do końca wojny.
W lutym 1945 do 6. Flotylli, posiadającej już tylko Z-25 oraz Z-43 (typu 36B) dołączyła 4. Flotylla z Z-34 i Z-38, a w marcu wyremontowany Z-31 (dołączył też wyremontowany Z-39, lecz był mało intensywnie używany bojowo). W nocy na 6 marca 1945 Z-28 został zatopiony w nalocie brytyjskim na Sassnitz. 6 marca też niszczyciele operujące na Bałtyku przebazowały do Świnoujścia, po czym Z-34 (wraz z „Paul Jacobi” i „Admiral Scheer”) wspierał obronę Kołobrzegu. Od 20 marca Z-25, Z-31 i Z-34 wraz z Z-43 i „Lützowem” działały na Zatoce Gdańskiej, ostrzeliwując cele w rejonie Trójmiasta. W okresie od 29 marca do 3 maja Z-31, Z-34 i Z-38 zostały uszkodzone jedno- lub dwukrotnie przez radzieckie lotnictwo. W nocy na 16 kwietnia 1945 Z-34 został koło Helu uszkodzony torpedą przez radzieckie kutry torpedowe TK-131 i TK-141, po czym, odholowany do Kopenhagi, nie brał udziału w dalszych walkach. Od 5 do 8 maja niszczyciele Z-25, Z-38, Z-39 wraz z 4 niszczycielami starszych typów i torpedowcami ewakuowały nocami wojsko i ludność z oblężonego Półwyspu Helskiego do Kopenhagi.
Wojnę przetrwało 8 niszczycieli, z których Z-25, Z-30, Z-31, Z-38 przekazano w 1945 Wielkiej Brytanii, Z-33 – ZSRR i Z-29, Z-34, Z-39 – USA.

### Służba po wojnie
Z brytyjskich jednostek, Z-38 wszedł do służby brytyjskiej pod nazwą HMS „Nonsuch” (D-107), ale po przebadaniu konstrukcji w 1949 został użyty jako okręt-cel, po czym w 1950 złomowany. Z-30 nie wszedł do służby i został oddany na złom w 1948.
Dwa pozostałe zostały 4 lutego 1946 przekazane przez Wielką Brytanię Francji, gdzie weszły do służby: Z-25 jako „Hoche” (T-02) i Z-31 jako „Marceau” (T-01, późn. D-601). Zostały następnie częściowo przezbrojone. W 1953 przeklasyfikowano je na szybkie eskortowce I klasy. „Hoche” został wycofany do rezerwy 20 sierpnia 1956 i oddany na złom 30 czerwca 1958, a „Marceau” został wycofany do rezerwy 1 sierpnia 1956 i wycofany w 1958.
Z-33 wszedł do radzieckiej służby pod nazwą „Prowornyj”. 30 listopada 1954 przeklasyfikowano go na szkolny niszczyciel, a 1 marca 1958 wycofano ze służby i przekształcono w hulk koszarowy PKZ-149 w Leningradzie, po czym zatopiono jako okręt-cel w 1961.
Amerykanie z uwagi na stan techniczny zatopili niszczyciele Z-29 i Z-34 w Skagerraku 16 grudnia i 26 marca 1946, a Z-39 wcielili do służby pod numerem DD-939. Po zbadaniu konstrukcji, został 10 listopada 1947 przekazany Francji, nazwany „Leopard”, następnie Q-128 i przeznaczony na części zamienne. Złomowany w 1958.

## Dane techniczne
- wyporność:
  - standardowa: 2603 t (Z-23, 24, 29, 30) – 3079 t (Z-25, 27)
  - pełna: 3543 t (Z-25, 27) – 3605 t (Z-23, 24)
- wymiary:
  - długość: 127 m
  - długość na linii wodnej: m
  - szerokość: 12 m
  - zanurzenie: 3,7 – 4,65 m (normalne – maksymalne)
- napęd: 2 turbiny parowe Wagnera o mocy łącznej 70 000 KM, 6 kotłów parowych Wagnera (ciśnienie pary 70 atm), 2 śruby
- prędkość maksymalna: 36–37 w
- zasięg: 2174 mil morskich przy prędkości 19 w
- zapas paliwa: 308–801 t mazutu
- wysokość metacentryczna: 0,88 m (bez wieży) / 0,78 m (z wieżą)
- załoga: 332

### Uzbrojenie
- 5 dział 150 mm TBK C/36, w wieży dwudziałowej LC/38 i pojedynczych stanowiskach LC/36 osłoniętych maskami (1xII, 3xI) (początkowo 4 działa, 4xI; część okrętów zachowała ta konfigurację).
  - Długość lufy L/48 (48 kalibrów), donośność maksymalna 21 950 m, kąt podniesienia +30° (+60° w wieży), masa pocisku 45,3 kg, rzeczywisty kaliber 149,1 mm, zapas amunicji 120 na działo (+ 80 pocisków oświetlających na okręcie), szybkostrzelność prakt. 7–8 strz./min
- 4 działka przeciwlotnicze 37 mm C/30 podwójnie sprzężone (2xII)
- 5 działek przeciwlotniczych 20 mm C/38 (5xI)
- 8 wyrzutni torpedowych 533 mm (2xIV), 12–16 torped
- 60 min morskich
- 30–36 bomb głębinowych (2 zrzutnie bg, 4 miotacze bomb głębinowych)

### Wyposażenie
- radar FuMO-21, od 1943 FuMO-24/25 – na nadbudówce dziobowej
- radar FuMO-63 (część okrętów na przełomie 1944/45) – za drugim kominem
- namierniki promieniowania radarowego FuMB-3 Bali / FuMB-4 Sumatra / FuMB-6 Palau / FuMB-7 Timor
- hydrolokator S-Gerat
- szumonamiernik GHG
- system kierowania ogniem artylerii głównej: dwa 4-metrowe dalmierze stereoskopowe (na nadbudówce dziobowej i śródokręciu), centrala artyleryjska

### Opancerzenie
- wieża dział 150 mm – 15–30 mm
- maski dział 150 mm – 6–10 mm